# Bali (Nowe Tajpej)
Bali (chiń. upr. 八里区; chiń. trad. 八里區; pinyin Bālǐ qū; Wade-Giles Pa-li ch’ü; pe̍h-ōe-jī Pat-lí-khu) – dzielnica (chiń. 區, qū) miasta wydzielonego Nowe Tajpej na Tajwanie. Znajduje się w północnej części miasta.
23 czerwca 2009 komitet przy Ministrze Spraw Wewnętrznych Republiki Chińskiej zarekomendował przekształcenie dotychczasowego powiatu Tajpej (chiń. trad. 臺北縣; pinyin Taibei xiàn) w miasto wydzielone; wszystkie gminy wiejskie (chiń. 鄉, xiāng), jak Bali, gminy miejskie i miasta wchodzące w skład powiatu zostały przekształcone w dzielnice (chiń. 區, qū). Ustawa weszła w życie 25 grudnia 2010 roku.
Populacja dzielnicy Bali w 2016 roku liczyła 38 167 mieszkańców – 19 153 kobiety i 19 014 mężczyzn. Liczba gospodarstw domowych wynosiła 14 309, co oznacza, że w jednym gospodarstwie zamieszkiwało średnio 2,67 osób.

## Demografia (2010–2016)
| Rok  | Liczba ludności | Gęstość zaludnienia | Kobiety | Mężczyźni | Gospodarstwa domowe |
| ---- | --------------- | ------------------- | ------- | --------- | ------------------- |
| 2010 | 34 791          | 881                 | 17 149  | 17 642    | 12 254              |
| 2011 | 35 423          | 896                 | 17 535  | 17 888    | 12 671              |
| 2012 | 35 721          | 904                 | 17 730  | 17 991    | 12 948              |
| 2013 | 36 201          | 916                 | 17 983  | 18 218    | 13 289              |
| 2014 | 37 187          | 941                 | 18 574  | 18 613    | 13 764              |
| 2015 | 37 678          | 954                 | 18 864  | 18 814    | 14 017              |
| 2016 | 38 167          | 966                 | 19 153  | 19 014    | 14 309              |